# Ekenäs, Ronneby
Ekenäs är ett bostadsområde 4 km söder om Ronneby som avgränsas från staden av brunnsskogen som tillhör Ronneby brunnspark. Ekenäs var tidigare ett präglat fritidshusområde men har på senare tid blivit ett bostadsområde med ett fåtal kvarvarande sommarstugor. Här finns en badplats med camping samt en liten hamn.